# پورده‌فولده
پورده‌فولده (به مجاری:  Pördefölde) یک منطقهٔ مسکونی در مجارستان است که در ناحیه لنتی واقع شده‌است.